# Michel Bussi
Pour les articles homonymes, voir Bussi.
Ne doit pas être confondu avec Michel Bucy.
Michel Bussi, né le 29 avril 1965 à Louviers dans le département de l'Eure, est un écrivain et géographe  français.
Il mène une carrière littéraire de première importance, notamment dans le domaine du roman policier. En 2020, il est selon le classement GFK-Le Figaro, le deuxième écrivain français en nombre de livres vendus (près d'un million d'exemplaires vendus en 2019). Il est entré dans ce classement en 2014, à la 8e place (près de 480 000 livres vendus en 2013) puis à la 5e en 2015 (près de 840 000 livres vendus en 2014), puis à la 3e en 2016 (plus d'un million de livres vendus), à la 2e en 2017 (1,1 million de livres vendus), à la 3e en 2018 et à la 2e en 2019.

## Biographie
Professeur de géographie à l'université de Rouen, où il a dirigé jusqu'en 2016 une UMR du CNRS. Il est spécialiste de géographie électorale.
Michel Bussi commence à écrire dans les années 1990. Alors jeune professeur de géographie à l’université de Rouen, il écrit un premier roman, situé à l’époque du débarquement de Normandie. Celui-ci est refusé par l’ensemble des maisons d’édition. Il écrit quelques nouvelles, s’attelle à l’exercice de l’écriture de scénarios mais sans parvenir à les faire publier.
Il attend dix ans pour que l’idée d’un roman, inspiré d’un voyage à Rome au moment du pic de popularité du Da Vinci Code de Dan Brown, s’impose à lui. Ce succès d’édition international, ainsi que la lecture d’une réédition de Maurice Leblanc pour le centenaire d’Arsène Lupin, le poussent à se lancer dans un travail d’enquêteur. De retour à Rouen, équipé de ses cartes de l’IGN, il noircit des carnets jusqu’à pouvoir proposer, en 2006, un manuscrit intitulé Code Lupin à un éditeur régional et universitaire, les éditions des Falaises. Ce premier roman sera réédité neuf fois.
Plusieurs années seront nécessaires pour que ses ouvrages, qui paraissent au rythme d’un par an, tel Mourir sur Seine en 2008, ou Nymphéas noirs en 2011, voient leurs ventes s’envoler. Après une série de récompenses locales, grâce à ses premières éditions en livre de poche, mais surtout grâce à la sortie en rayon polar de son ouvrage maître Un avion sans elle, l’auteur géographe est propulsé sur le devant de la scène.

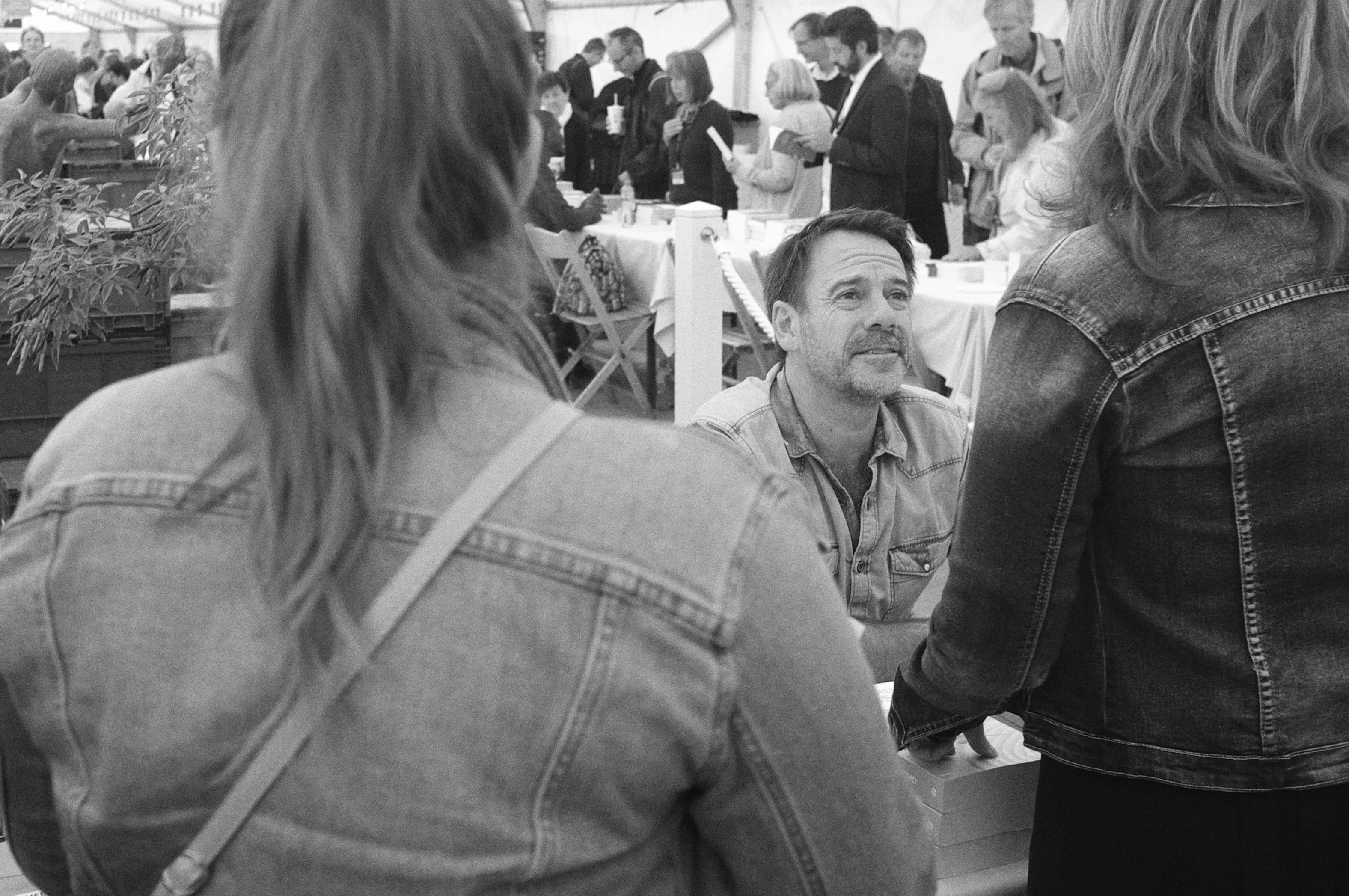
Michel Bussi à une séance de dédicaces - Le livre sur les quais à Morges (Suisse).

Une des particularités de son travail est de situer la majorité de ses premiers romans en Normandie. Ce tropisme normand, ajouté à son enseignement et ses recherches en Normandie, l’ont amené à être élu « parrain officiel » de la fête des Normands, édition 2014, fête régionale normande tenue sur l’ensemble de son territoire et au-delà. Son roman N’oublier jamais, sorti en mai 2014, met « plus que jamais » la Normandie au cœur de son intrigue, tout comme Maman a tort (qui se déroule au Havre), sorti en mai 2015. L'insularité des lieux est une autre particularité de ses romans, qu'il s'agisse de Ne lâche pas ma main (2013) qui se déroule à la Réunion, du Temps est assassin (2016), qui se déroule en Corse, de Sang famille (2006) qui se déroule sur l'île imaginaire de Mornesey, ou Au soleil redouté (2020) qui se déroule aux Marquises.
En 2017, il publie sous le pseudonyme de Tobby Rolland le roman La Dernière Licorne. On peut lire au dos du roman cette biographie fictive : « À dix ans, Tobby Rolland rêvait du Kafiristan en dévorant L'Homme qui voulut être roi de Kipling. À trente ans, alors que, d'une ambassade à une autre, il parcourait l'Afghanistan, la Turquie et le Kurdistan, il rêvait aux aventuriers partis à la recherche de l'arche de Noé. À quarante ans, après avoir lu l'épopée de Gilgamesh, le Mahabharata, le Yi Jing, la Bible, le Coran, Les Métamorphoses d'Ovide et les nombreux récits qui se rapportent à l'arche, il imaginait qu'une seule histoire pourrait réinventer le mythe du Déluge. À cinquante-trois ans, ce haut fonctionnaire en Asie centrale et au Moyen-Orient signe, sous ce nom de plume, son premier roman. ».
Il se distingue par sa diversité des thèmes et des styles qu'il aborde dans ses romans, même si tous peuvent être considérés comme des romans à suspense, caractérisés par un twist final : la question des migrants avec On la trouvait plutôt jolie, un roman d'amour avec J'ai dû rêver trop fort, le polar ésotérique, Tout ce qui est sur terre doit périr, le recueil de nouvelles avec T'en souviens-tu mon Anaïs ?, le conte philosophique, Code 612, Qui a tué le petit prince ?, la Science fiction, Nouvelle Babel, la dystopie, série N.E.O, ou même les contes pour enfants avec Les Contes du Réveil Matin illustrés par Eric Puybaret.

## Sur son œuvre littéraire
Son premier roman, Code Lupin, s'est vendu à plus de 7 000 exemplaires et a ensuite été publié en feuilleton, pendant 30 jours lors de l'été 2010 par le quotidien Paris Normandie. Son deuxième roman, Omaha crimes, a obtenu le prix Sang d'encre de la ville de Vienne en 2007, le prix littéraire du premier roman policier de la ville de Lens 2008, le prix littéraire lycéen de la ville de Caen 2008, le prix Octave-Mirbeau de la ville de Trévières 2008 et le prix des lecteurs Ancres noires 2008 de la ville du Havre, devant les meilleurs auteurs de polar de l'année.
Il publie en 2008 son troisième roman, Mourir sur Seine, qui se déroule pendant l'Armada 2008 de Rouen, et dont la première édition s'est vendue à 200 000 exemplaires. Mourir sur Seine a obtenu en 2008 le prix du Comité régional du livre de Basse-Normandie (prix Reine Mathilde). Il a publié, en 2009, un nouveau roman, Sang famille, destiné à la fois aux adultes et aux adolescents. En 2010, il participe au recueil de nouvelles Les Couleurs de l'instant, avec une longue nouvelle, T'en souviens-tu mon Anaïs ?, qui se déroule à Veules-les-Roses et traite de la « légende » d'Anaïs Aubert.
À partir de 2010, il est publié aux Presses de la Cité. Son roman Nymphéas noirs, huis clos qui se déroule dans le village de Giverny, sort le 20 janvier 2011. Il obtient un succès critique et populaire important, et remporte notamment le prix des lecteurs du festival Polar de Cognac, le prix du polar méditerranéen (festival de Villeneuve-lès-Avignon), le prix Michel-Lebrun de la 25e heure du Mans, le prix des lecteurs du festival Sang d'Encre de la ville de Vienne (« gouttes de Sang d'encre »), le Grand prix Gustave-Flaubert de la Société des écrivains normands, devenant ainsi le roman policier français le plus primé en 2011. Il sort en poche le 5 septembre 2013.
En janvier 2012, il publie son sixième roman, Un avion sans elle, toujours aux Presses de la Cité. S'il reste fidèle aux intrigues psychologiques basées sur les faux-semblants et la manipulation du lecteur, mêlant passé et présent, ce roman pour la première fois n'est pas principalement situé en Normandie[réf. souhaitée]. Salué par Gérard Collard comme le polar de l'année, Un avion sans elle est récompensé par le prix Maison de la presse 2012, le prix du roman populaire 2012 et le prix du meilleur polar francophone 2012 (Montigny-les-Cormeilles). Les droits ont été achetés pour une adaptation cinématographique. Il est publié en feuilleton dans l'Est républicain, à partir de septembre 2013 et pendant plus de 200 jours.
En mars 2013, les Presses de la Cité publient le septième roman de Michel Bussi : Ne lâche pas ma main. Ce roman est finaliste 2012 du prix Relay des voyageurs (roman du mois de mai), finaliste du grand prix de littérature policière, a reçu le prix du roman insulaire 2013, et les droits ont été achetés pour une adaptation télé.

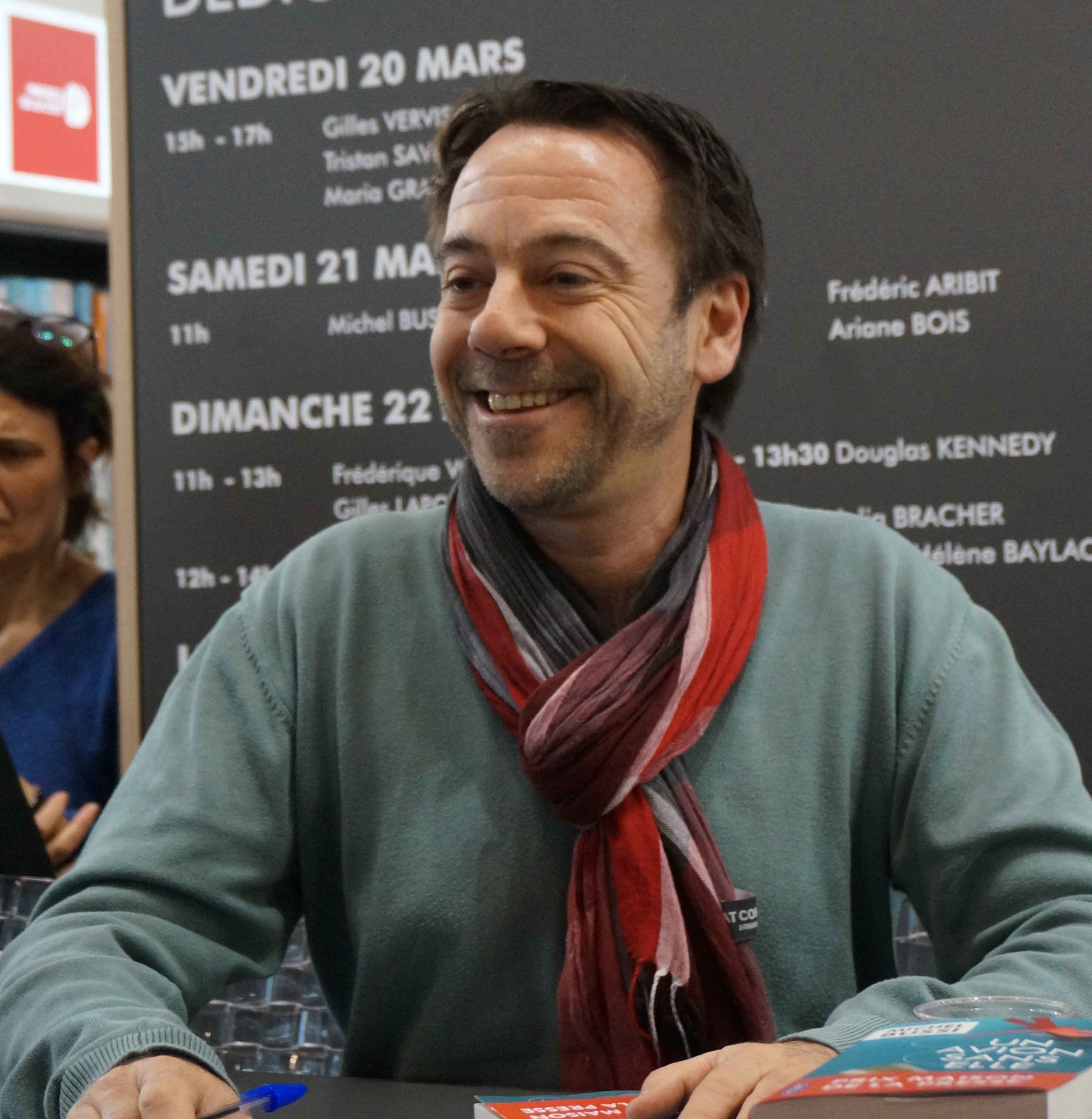
Michel Bussi lors du salon du livre de 2015.

En mai 2014, il publie son huitième roman N’oublier jamais, toujours aux Presses de la cité, alors que Ne lâche pas ma main sort en poche, chez Pocket, le même jour. Suivent en 2015 et 2016 Maman a tort et Le temps est assassin, en 2018 On la trouvait plutôt Jolie, en 2019 J'ai dû rêver trop fort, en 2020 Au Soleil Redouté, ainsi qu'en 2018 un recueil de nouvelles T'en souviens-tu mon Anaïs, et un recueil de contes, aux éditions Delcourt : Les Contes du Réveil Matin.
Les romans de Michel Bussi sont traduits dans plus de 35 langues (près de 150 romans traduits dans le monde), et sont particulièrement populaires au Royaume-Uni, en Italie, en Chine, au Brésil, en Russie...
Ses romans ont fait l'objet de nombreuses adaptations, à commencer par trois séries télévisées qui ont toutes été d'importants succès d'audience : Maman a tort, France 2, 6 épisodes ; Un avion sans elle, M6, 4 épisodes ; Le temps est assassin, TF1, 8 épisodes.
En 2024, il devient scénariste et écrit avec Christian Clères, pour France 2, la série l'Ile prisonnière : une prise d'otages dans une île bretonne fictive, Penhic. La série est diffusée en février 2024 et attire en moyenne 4.58 millions de spectateurs.
Michel Bussi a également composé les paroles de la chanson, Que restera-t-il de nous ?, qui figure sur l'album Les oubliés de Gauvain Sers, et est présentée comme la bande originale de son roman, J'ai dû rêver trop fort.
En décembre 2023, il devient, pour la première fois, depuis Françoise Dolto en 1962, le secrétaire officiel du Père Noël. Il est ainsi chargé d'écrire la réponse aux enfants, et aux adultes, qui écrivent une lettre au Père Noël. Sa réponse est diffusée dans plus d'un million de foyers.
Deux bibliothèques portent son nom, la médiathèque Michel Bussi de Gournay en Bray, inaugurée en 2017, et la bibliothèque Michel Bussi de Verescence, à Mers les bains, inaugurée en 2023.

## Intérêt de l'auteur pour la chanson française
La plupart des titres des romans de Michel Bussi sont inspirés de la chanson française. Ces titres ne sont pas forcément ceux des chansons.
- Mourir sur Seine fait référence à la chanson Mourir sur scène de Dalida.
- Maman a tort fait référence à la chanson Maman a tort de Mylène Farmer.
- Le temps est assassin fait référence à la chanson Mistral gagnant de Renaud.
- Un avion sans elle fait référence à la chanson Comme un avion sans aile, de Charlélie Couture.
- J'ai dû rêver trop fort fait référence à la chanson Vertige de l'amour d'Alain Bashung.
- On la trouvait plutôt jolie sont les premiers mots de la chanson Lily de Pierre Perret.
- Rien ne t'efface renvoie à la chanson Pas toi de Jean-Jacques Goldman.
- N'oublier jamais fait référence à la chanson N'oubliez jamais de Joe Cocker.
- T'en souviens-tu mon Anaïs fait référence à la chanson Dernière station avant l'autoroute de Hubert-Félix Thiéfaine.
- Au soleil redouté fait référence à la chanson Les Marquises de Jacques Brel.
- Ne lâche pas ma main fait référence à la chanson de François Hadji-Lazaro.
- Gravé dans le sable fait référence à la chanson Tête chargée de Bernard Lavilliers.
- Trois vies par semaine fait référence à la chanson Trois nuits par semaine d'Indochine.
- Mon cœur a déménagé fait référence à la chanson Si, maman si de France Gall.

Par ailleurs, l'auteur s'amuse à mettre des clins d'œil : « Dans mon livre Maman a tort, le héros s'appelle Malone, comme le fils du chanteur Renaud. »
En 2019, le chanteur Gauvain Sers a composé spécialement et interprété une chanson, « Que restera-t-il de nous ? », qui est inspirée directement du livre J’ai dû rêver trop fort.
En 2024, la chanteuse Olivia Ruiz compose la musique et les textes de chanson de l'adaptation en film d'animation du Grand Voyage de Gouti.

## Publications

### Lectorat adulte

#### Romans
- Code Lupin : Un Da Vinci Code normand. Rouen : PTC, 05/2006, 176 p.  (ISBN 2-35038-018-1)
  1. lu par Christophe Brault. Paris : Lizzie, 10/2021. disque compact audio.  (ISBN 979-10-366-1762-1)
- Omaha Crimes : le thriller du Débarquement. Rouen : PTC, 03/2007, 317 p.  (ISBN 978-2-35038-033-9)
  1. réédition sous le nom Gravé dans le sable. Paris : Presses de la Cité, 10/2014, 472 p.  (ISBN 978-2-258-11308-4)

lu par Olivier Prémel. Paris : Audiolib, coll. « Suspense », 02/2015, 2 disques compacts audio (11 h 39 min)  (ISBN 978-2-35641-858-6)
- Mourir sur Seine : le polar de l'Armada. Rouen : Éd. des Falaises, 04/2008, 399 p.  (ISBN 978-2-84811-070-7)
  1. lu par Julien Chatelet. Paris : Lizzie, 02/2020. 1 disque compact audio (12 h 58 min).  (ISBN 979-10-366-0546-8)
- Sang famille : Traque dans les Anglo-Normandes. Rouen : Éd. des Falaises, coll. « Cappuccinos », 06/2009, 415 p.  (ISBN 978-2-84811-096-7)
  1. Lu par Adrien Larmande. Paris : Lizzie, 09/2018. 2 disques compacts audio (12 h 30 min).  (ISBN 979-10-366-0078-4)
- Nymphéas noirs. Carrières-sur-Seine : À vue d'œil, 05/2011, 542 p.  (ISBN 978-2-84666-627-5).
  1. lu par Colette Sodoyez. Paris : Audiolib, coll. « Suspense », 01/2016, 2 disques compacts audio (13 h 40 min)  (ISBN 978-2-36762-101-2)
- Un avion sans elle. Paris : Presses de la Cité, coll. « Romans Terres de France », 01/2012, 532 p.  (ISBN 978-2-258-09278-5)
  1. interprété par José Heuzé, Isabelle Miller. La Roque-sur-Pernes : VDB, 10/2012, 2 disques compact audio (14 h 30 min)  (ISBN 978-2-36637-019-5)
- Ne lâche pas ma main. Paris : Presses de la Cité, 03/2013, 374 p.  (ISBN 978-225-809994-4)

1. interprété par José Heuzé, Elsa Romano. La Roque-sur-Pernes : VDB, 04/2013, 1 disque compact audio (9 h 38 min))  (ISBN 978-2-36637-090-4)

- N'oublier jamais. Paris : Presses de la Cité, 05/2014, 500 p.  (ISBN 978-2-258-10554-6)
  1. lu par François Tavares. Paris : Audiolib, coll. « Suspense », 05/2014, 2 disques compacts audio (12 h 23 min) Format MP3  (ISBN 978-2-35641-728-2)
- Maman a tort. Paris : Presses de la Cité, 05/2015, 508 p.  (ISBN 978-2-258-11862-1)
  1. lu par Caroline Klaus. Paris : Audiolib, coll. « Suspense », 06/2015, 2 disques compacts audio (12 h 49 min) Format MP3  (ISBN 978-2-35641-952-1)
- Le temps est assassin (adaptation TV). Paris : Presses de la Cité, 05/2016, 531 p.  (ISBN 978-2-258-13670-0)
  1. lu par Julie Basecqz. Paris : Audiolib, coll. « Suspense », 06/2016, 2 disques compacts audio (15 h 17 min) Format MP3  (ISBN 978-2-36762-197-5)
- La Dernière Licorne sous le pseudonyme Tobby Rolland. Paris : Presses de la Cité, 05/2017, 592 p.  (ISBN 978-2-258-14487-3)
  1. puis sous le titre Tout ce qui est sur terre doit périr et son vrai nom, Paris : Presses de la Cité, 10/2019, 594 p.  (ISBN 978-2-258-19208-9)
- On la trouvait plutôt jolie. # Paris : Presses de la Cité, 10/2017, 461 p.  (ISBN 978-2-258-14534-4)
  1. Lu par Marie Bouvier. Paris : Audiolib, 11/2017. 2 disques compact audio (14 h 35 min) Format MP3  (ISBN 978-2-36762-546-1)
- J'ai dû rêver trop fort. Paris : Presses de la Cité, 02/2019, 476 p.  (ISBN 978-2-258-16283-9)
  1. lu par Camille Lamache et Yann Sundberg, avec la chanson Que restera-t-il de nous ? interprétée par Gauvain Sers. Paris : Lizzie, 04/2019, 1 disque compact audio (13 h 21 min)  (ISBN 979-10-366-0388-4)
- Au soleil redouté. Paris : Presses de la Cité, 02/2020, 426 p.  (ISBN 978-2-258-19310-9)
  1. lu par Emmanuel Lemire. Paris : Lizzie, 03/2020, 1 disque compact audio (11 h) Format MP3  (ISBN 979-10-366-0726-4)
- Rien ne t'efface. Paris : Presses de la Cité, 02/2021, 447 p.  (ISBN 978-2-258-19530-1)
  1. lu par Léovanie Raud et Antoine Doignon. Paris : Lizzie, 03/2021. 2 disques compacts audio (13 h 5 min) Format MP3.  (ISBN 979-10-366-1311-1)
- Code 612 : qui a tué le Petit Prince ? Paris : Presse de la Cité, 10/2021, 240 p.  (ISBN 978-2-258-19790-9)
- Nouvelle Babel. Paris : Presses de la Cité, 02/2022, 456 p.  (ISBN 978-2-258-20032-6)
- Trois vies par semaine. Paris : Presses de la Cité, 03/2023
- Mon cœur a déménagé. Paris : Presses de la Cité, 01/2024
- Les Assassins de l'aube. Paris : Presses de la Cité, 10/2024

#### Nouvelles
- T'en souviens-tu mon Anaïs ?, dans le recueil collectif Les Couleurs de l'instant : nouvelles impressionnistes / Eugène Boudin, Michel Bussi, Anne Coudreuse... [et al.] ; textes choisis et présentés par Céline Servais-Picord, Tony Gheeraert, Hubert Heckmann. Rouen : Éd. des Falaises, 06/2010, 319 p.  (ISBN 978-2-84811-112-4)
- Beyblade Runner, co-écrit avec David Boidin et Bernard Minier dans le recueil collectif Les Aventures du Concierge masqué / collectif ; sur une idée de Maxime Gillio et David Boidin. Dunkerque : l'Exquise éd. : [Atelier Mosésu], 2013, p. 89-100.  (ISBN 978-2-9545737-0-0)  (ISBN 979-10-92-100-54-9) (Atelier Mosésu)
- L'Armoire normande, dans le recueil collectif Quatre auteurs à la plage, édité par le département de Seine-Maritime, 2015.
- La Seconde Morte, dans 13 à table ! 2016. Paris : Pocket n° 16479, 11/2015  (ISBN 978-2-266-26373-3)
- Je suis Li Wei, dans 13 à table ! 2018. Paris : Pocket n° 17059, 11/2017, p. 25-50.  (ISBN 978-2-266-27952-9)
- Dorothée, dans 13 à table ! 2020. Paris : Pocket n° 17728, 11/2019, p. 43-65.  (ISBN 978-2-266-30550-1)
- Voulez vous ..?, dans La Nouvelle du lendemain, anthologie numérique organisée pendant le confinement par la Ligue de l’Imaginaire, le festival Lisle noir et Cultura, 04/2020[24].
- J'ai dix ans... demain, dans 13 à table !, 2023, Paris : Pocket,  (ISBN 2266338595)

#### Recueil de nouvelles
- T'en souviens-tu mon Anaïs et autres nouvelles (recueil de quatre nouvelles)[Lesquelles ?]

1. Paris : Pocket n° 17168, 01/2018, 298 p.  (ISBN 978-2-266-28243-7)
2. Lu par Hélène Babu, Pauline Jambet et Daniel Kenigsberg. Paris : Lizzie, 06/2018. 1 disque compact audio (5 h 40 min).  (ISBN 979-10-366-0024-1)

#### Jeux de société
- Brutus / Frédéric Bizet et Michel Bussi ; illustré par Goupil. Édité par Bad Taste Games, 2017.
- Le Grand Quiz littéraire : 1.000 questions et défis pour tester vos connaissances littéraires ! : spécial best-sellers / Michel Bussi & Frédérique Bizet ; illustrations Le Gal & Chassagnard. Paris : Marabout, coll. « Jeux », 11/2019.  (ISBN 978-2-501-14539-8). Coffret contenant 240 cartes, 1 dé, 1 livret (15 p.)

#### Collectifs
- L’Enfance, c’est… / par 120 auteurs ; textes illustrés par Jack Koch ; préf. Aurélie Valognes. Paris : Le Livre de poche, novembre 2020.  (ISBN 978-2-253-08202-6)
- Le Livre, c'est... / par 120 autrices et auteurs ; textes illustrés par Jack Koch ; préf. Franck Thilliez. Paris : Fleuve noir éditions, mars 2024.  (ISBN 978-2-265-15800-9)

#### Travaux universitaires
- Éléments de géographie électorale : à travers l'exemple de la France de l'Ouest. Mont-Saint-Aignan : Presses universitaires de Rouen, coll. « Nouvelles donnes en géographie », 03/1998, 399 p.  (ISBN 2-87775-236-4) Cette étude est non seulement un manuel d'introduction aux paradigmes, aux méthodes et aux techniques de la géographie électorale, mais aussi une contribution à une meilleure connaissance de la géographie régionale de la Normandie, de la Bretagne et des Pays de Loire.
- Pour une nouvelle géographie du politique : territoire, démocratie, élections alerte / Michel Bussi, Dominique Badariotti. Paris : Economica, coll. « Villes-géographie », 03/2004, 301 p.  (ISBN 2-7178-4764-2) Les régimes démocratiques semblent être devenus majoritaires dans le monde, même si on peut émettre des réserves. Le territoire reste toujours l'intermédiaire principal entre les électeurs et les élus. Cet ouvrage propose une étude comparative de l'apport de la géographie à l'analyse des votes.
- Les Systèmes électoraux : permanences et innovations / sous la direction de A. Laurent, P. Delfosse, A.-P. Frognier ; avec la collaboration de Anne-Sylvie Berck, André Blais, Michel Bussi et al. Paris : L'Harmattan, coll. « Logiques politiques », 06/2004, 364 p.  (ISBN 2-7475-6433-9) Cet ouvrage fournit un éventail assez large des problématiques actuelles portant sur les systèmes électoraux et contribuant au renouvellement de la réflexion sur les systèmes et les codes de conduite électoraux.
- Modélisations en géographie : déterminismes et complexités / sous la direction de Yves Guermond ; Michel Bussi, Eric Daudé, Daniel Delahaye et al. Cachan : Lavoisier-Hermès, coll. « Traité IGAT, information géographique et aménagement du territoire. Aménagement et gestion du territoire », 08/2005, 389 p.  (ISBN 2-7462-1132-7)
- Dictionnaire de l'espace politique : géographie politique et géopolitique / sous la direction de Stéphane Rosière ; avec la collaboration de Michel Bussi, Gérard Dussouy, André-Louis Sanguin. Malakoff : Armand Colin, 12/2008, 319 p.  (ISBN 978-2-200-34638-6) Un repérage exhaustif en géopolitique et un traitement approfondi et critique des concepts et procédures. Les termes sont regroupés par famille : cadre politique, territoire, acteurs et dimension politique des termes géographiques.
- Rouen, la métropole oubliée ? / Yves Guermond, coordination ; par Michel Bussi, Gérald Billard, Edwige Dubos-Paillard... [et al.] ; préface de François J. Gay. Paris : L'Harmattan, coll.« Itinéraires géographiques », 2008, 209 p.  (ISBN 978-2-296-04901-7)
- Un monde en recomposition : géographie des coopérations territoriales / sous la direction de Michel Bussi. Mont-Saint-Aignan : Presses universitaires de Rouen et du Havre, coll. « Nouvelles donnes en géographie » n° 5, 01/2010, 316 p.  (ISBN 978-2-87775-474-3) À partir d'exemples pris en Europe ainsi que sur d'autres continents, une approche théorique de la géographie des coopérations, notamment autour des notions de décentralisation, de frontière, de gouvernance urbaine et d'inégalité.
- Le Tableau politique de la France de l'Ouest d'André Siegfried : 100 ans après : héritages et postérités / sous la direction de Michel Bussi, Christophe Voilliot, Christophe Le Digol. Rennes : Presses universitaires de Rennes, coll. « Géographie sociale », 06/2016, 345 p.-8 pl.  (ISBN 978-2-7535-4902-9) À l'occasion du centenaire de la publication du Tableau politique de la France de l'Ouest sous la Troisième République, ouvrage fondateur de la géographie et de la sociologie électorale, les contributions réunies interrogent les rapports qu'entretiennent l'œuvre, l'homme et ses points de vue disciplinaires ainsi que l'évolution politique et sociale de l'Ouest français.
- Nos lieux communs : une géographie du monde contemporain / sous la direction de Fabrice Argounès, Michel Bussi et Martine Drozdz. Paris : Fayard, 09/2024, 576 p.  (ISBN 9782213725147)

#### Ouvrages préfacés
- Sans filet / William Belford ; préface Michel Bussi ; publ. lycée Aristide-Briand d'Evreux. Oissel : Cogito ergo sum, 09/2015, 140 p.  (ISBN 979-10-91657-25-9) À Paris, l'artiste d'une troupe de cirque disparaît mystérieusement. Le commandant Belford enquête. Roman écrit par un groupe d'élèves du Lycée A. Briand d'Evreux qui ont pris pour pseudonyme le nom du héros qu'ils ont créé.
- Modéliser, c'est apprendre : itinéraire d'un géographe / Arnaud Banos ; préface de Michel Bussi. Paris : Éditions matériologiques, coll. « Modélisations, simulations, systèmes complexes », 2016, 102 p.  (ISBN 978-2-37361-080-2)
- Du web des documents au web sémantique / Nicolas Delestre, Nicolas Malandain ; préface de Michel Bussi. Bois-Guillaume : Klog éditions, 01/2017, 199 p.  (ISBN 979-10-92272-18-5) Approche pédagogique et pratique des modèles, des langages et des techniques proposés par le web des données et le web sémantique, à la croisée de l'informatique et des sciences de l'information. Les métadonnées, la recherche d'information et le langage d'interrogation, ainsi que l'éditeur open source Protégé (permettant la création de données pour le web sémantique) sont notamment abordés.
- Déconfiner le regard sur Pont-de-l'Arche et ses alentours / Frédéric Ménissier, Armand Launay ; préface de Michel Bussi. Auto-édité, 2021, 72 p. Album photographique avec commentaires historiques et philosophiques sur la ville natale de Michel Bussi.

### Lectorat jeunesse

#### Romans
Série NÉO
1. La Chute du soleil de fer. Paris : Pocket jeunesse, coll. « Les Enfants du nouveau monde », 10/2020, 512 p.  (ISBN 978-2-266-30621-8) Lu par Damien Witecka. Paris : Lizzie, 10/2020. 1 disque compact audio (11 h 50 min) Format MP3.  (ISBN 979-10-366-1214-5). Carrières-sur-Seine : À vue d'œil, 01/2021, 2 vol., 675 p.  (ISBN 979-10-269-0467-0)
2. Les Deux Châteaux. Paris : Pocket jeunesse, coll. « Les Enfants du nouveau monde », 06/2021, 599 p.  (ISBN 978-2-266-31396-4) Lu par Damien Witecka. Paris : Lizzie, 06/2021. 1 disque compact audio (16 h 26 min) Format MP3.  (ISBN 979-10-366-1320-3). Carrières-sur-Seine : À vue d'œil, 09/2021, 2 vol., 999 p.  (ISBN 979-10-269-0468-7)
3. L'Empire de la mort. Paris : Pocket jeunesse, 2022, 656 p.  (ISBN 9782266320641)
4. Les Moulins de Pandore. Paris : Pocket jeunesse, 2023, 483 p.  (ISBN 9782266320658)

#### Albums illustrés
- Les Contes du réveil matin / illustrés par Éric Puybaret.

1. Paris : Delcourt, 11/2018, 317 p.  (ISBN 978-2-413-00539-1)
2. Lu par François Tavares. Paris : Lizzie, 11/2018. 1 disque compact audio (8 h 28 min).  (ISBN 979-10-366-0203-0)

- Le Grand Voyage de Gouti / Michel Bussi, d'après son roman Maman a tort ; illustrations de Peggy Nille. Liège : Langue au chat, 05/2019, 33 p.  (ISBN 978-2-8063-0984-6)
- Le Petit Pirate des étoiles / Michel Bussi, d'après son roman Maman a tort ; illustrations de Peggy Nille. Liège : Langue au chat, 09/2019, 32 p.  (ISBN 978-2-8063-1015-6)
- Le Petit Chevalier Naïf / Michel Bussi, d'après son roman Maman a tort ; illustrations de Nathalie Choux. Liège : Langue au chat, 09/2020, 32 p.  (ISBN 978-2-8063-1060-6)

## Adaptations

### À la télévision
- 2018: Maman a tort réalisé par François Velle. Série de 6 épisodes de 52 minutes pour France 2[25]
- 2019 : Un avion sans elle (mini-série TV), réalisée par Jean-Marc Rudnicki, 4 épisodes de 52 minutes pour M6
- 2019 : Le temps est assassin, série télévisée réalisée par Jean-Michel Rome, de 8 épisodes de 55 minutes pour TF1
- 2023 : L'Île prisonnière, série télévisée en 6 épisodes réalisée par Elsa Bennett et Hippolyte Dard pour France 2
- 2024, Le Grand Voyage de Gouti, film d'animation de 26 minutes, réalisé par Bénédicte Galup pour Canal +
- 2024 : Rien ne t'efface, série télévisée en 6 épisodes, réalisé par Jérôme Cornuau, pour TF1

### En bande dessinée
- Mourir sur Seine / scénario Gaet's ; dessin Salvo.

1. Vol. 1. Rouen : Petit à Petit, coll. « Fictions en BD », 10/2018, 76 p.  (ISBN 979-10-95670-71-1)
2. Vol. 2. Rouen : Petit à Petit, coll. « Fictions en BD », 05/2019, 79 p.  (ISBN 979-10-95670-85-8)

- Nymphéas Noirs / adaptation de Fred Duval ; dessin Didier Cassegrain (prix BD RTL du mois, janvier 2019)[26], 02/2019, 139 p.  (ISBN 978-2-8001-7350-4)
- Gravé dans le sable / scénario Jérôme Derache ; dessin Cédric Fernandez. Paris : Phileas, 10/2020.  (ISBN 978-2-491467-04-3)
- Un avion sans elle / scénario Fred Duval ; dessin Nicolaï Pinheiro[27],[28]. Grenoble : Glénat, 05/2021, 176 p.  (ISBN 978-2-344-03937-3)
- NEO / scénario Maxe L'Hermenier ; dessin Djet ; couleurs Diego El Parada.

1. Vol. 1, La chute du soleil de fer. Bruxelles : Jungle, 04/2021, 67 p.  (ISBN 978-2-8222-3259-3).
2. Vol. 2, Les deux châteaux. Bruxelles : Jungle, 10/2021, 67 p.  (ISBN 978-2-8222-3377-4)
3. Vol. 3, Les deux châteaux. Bruxelles : Jungle, 05/2022, 76 p.  (ISBN 978-2-8222-3566-2)
4. Vol. 4, Au plus profond de la terre. Bruxelles : Jungle, 17/11/2022, 62 p
5. Vol.5, L'empire de la mort. Bruxelles : Jungle, 8/06/2023, 64 p

- On la trouvait plutôt jolie / scénario et dessin Joël Alessandra. Neuilly-sur-Seine : Michel Lafon, 09/2022, 140 p.  (ISBN 978-2-7499-4634-4)
- Cinq Avril, série originale crée avec Fred Duval, dessin : Noë Monin. Dupuis.
  - vol1. La Reine blanche, mai 2022, 64 p
  - vol 2. Le roi assassin, juin 2023, 56 p
  - vol 3. La reine blanche, juin 2024, 56 p
- Le Temps est assassin / scénario Frédéric Brrémaud ; dessin Nathalie Berr. Paris : Phileas, 03/2023.  (ISBN 978-2-491-46741-8)
- Ne lâche pas ma main / scénario Fred Duval ; illustration Didier Cassegrain. Marcinelle : Dupuis, coll. « Aire Libre », 06/2023, 134 p. (ISBN 9791034749850)

## Prix Michel-Bussi
Michel Bussi parraine le Prix VSD RTL, dans la catégorie « Meilleur thriller français », depuis sa création en 2017. Le jury est composé de Michel Bussi, Bernard Lehut (RTL), Marc Dolisi, François Julien (VSD) et de l'équipe éditoriale de Hugo Thriller. Ce prix porte aussi le nom de Prix Michel-Bussi. La catégorie « Meilleur thriller étranger » est présidée par Douglas Kennedy.
- 2017 : Le Tricycle rouge / Vincent Hauuy. Paris : Hugo Roman, coll. « Hugo Thriller », 05/2017, 490 p.  (ISBN 978-2-7556-3342-9). Rééd. Le Livre de poche. Thriller, n° 34927, 03/2018, 502 p.  (ISBN 978-2-253-01445-4)
- 2018 : Les Jumeaux de Piolenc / Sandrine Destombes. Paris : Hugo Roman, coll. « Hugo Thriller », 05/2018, 397 p.  (ISBN 978-2-7556-3761-8). Rééd. Le Vésinet : Voir de près, coll. « 16 », 01/2019, 504 p.  (ISBN 978-2-37828-150-2) ; Pocket Thriller, n° 17628, 10/2019, 405 p.  (ISBN 978-2-266-29625-0)

## Prix et distinctions littéraires
- Omaha Crimes - Gravé dans le sable
  - 2007, prix Sang d'encre de la ville de Vienne (Isère)
  - 2008, prix littéraire du premier roman policier de la ville de Lens
  - 2008, prix littéraire lycéen de la ville de Caen
  - 2008, prix Octave-Mirbeau de la ville de Trévières
  - 2008, prix des lecteurs Ancres noires de la ville du Havre

- Mourir sur Seine
  - 2008, prix du comité régional du livre de Basse-Normandie (prix Reine Mathilde)

- Nymphéas noirs
  - 2011, prix des lecteurs du festival Polar de Cognac
  - 2011, prix du polar méditerranéen (festival de Villeneuve-lez-Avignon)
  - 2011, Prix Polar Michel Lebrun de la 25e heure du Mans[31]
  - 2011, grand prix Gustave-Flaubert de la Société des écrivains normands
  - 2011, prix des lecteurs du festival Sang d'encre de la ville de Vienne (« gouttes de Sang d'encre »)
  - 2011, finaliste du prix Mystère de la critique (3e), du prix du polar francophone de Montigny-lès-Cormeilles (2e), du prix marseillais du polar, du prix Polar de Cognac, du prix du roman populaire d'Elven, du prix Plume-Libre, du prix plume de Cristal du festival policier de Liège.
  - 2014, prix Critiques libres[32] dans la catégorie Policier-thriller
  - 2014, prix Domitys (prix des maisons de retraite)
  - 2017, prix Segalen (prix des lycées français de la zone Asie Pacifique)
  - 2021, finaliste du meilleur polar honkaku étranger de la décennie (2010-2019)[33]

- Un avion sans elle
  - 2012, prix Maison de la Presse
  - 2012, prix du polar francophone de Montigny-lès-Cormeilles
  - 2012, prix du Roman populaire (Elven)
  - 2012, prix « à chacun son histoire », (Estaimpuis, Belgique)
  - 2012, finaliste du grand prix de littérature policière, finaliste du prix Polar de Cognac
  - 2013, prix polar des lecteurs, NVN, le Noir du Val Noir (Vaugneray)
  - 2014, prix Dupuy (lycée Dupuy-de-Lôme)
  - 2016, prix du meilleur polar au Japon
  - 2017, prix du meilleur polar traduit (grand festival norvégien du polar : Krim Festivalen[34])

- Ne lâche pas ma main
  - 2013, prix du roman insulaire, salon du livre insulaire d'Ouessant, catégorie « roman policier »[35]
  - 2013, prix des lecteurs « Voyage au cœur du polar », bibliothèque de Mesnil-Esnard
  - 2013, prix littéraire du Pays de Pouzauges
  - 2013, finaliste du grand prix de littérature policière, finaliste du prix Interpol'art, finaliste du prix Polar de Cognac
  - 2014, prix « la Plume martraise » (Martres-Tolosane)

- Maman a tort
  - 2015, prix Sang d'encre des lycéens

- N'oublier jamais
  - 2016, prix du talent littéraire normand

- Le grand voyage de Gouti
  - 2021, prix Coup de Pouce Gulli des Premières Lectures,
- Néo, tome 1 : La Chute du Soleil de Fer
  - Prix Saint-Exupéry 2021[36], catégorie Roman
- Trois vie par semaines,
  - Prix Palanges 2024,